# Neferefre
Neferefre (també conegut amb el nom de Raneferef) fou un faraó de la dinastia V d'Egipte, que va governar segons la cronologia mínima vers el 2350 aC. El seu nom d'Horus fou Neferkhau (Nefer-khawand), el Nebti Neferemnebti, el Horus d'or, Neferbiknebu o Neternebunefer, el Nesut-biti Khaneferra, o Neferefra; el nom de Sa Ra, Isi o Khaneferra o Neferefra (Neferefre). Manethó l'esmenta com a Keres. Apareix a la llista d'Abidos i la llista de Saqqara, i en la de Manethó. En el papir de Torí, la part que li correspon està massa deteriorada per a ser llegida. Va succeir a Shepsekare.
Era fill, però, de l'anterior faraó Nefererkare i de la reina Khentkaus II, probablement el fill gran. No se sap si va estar casat i si va tenir fills, però és probable que morís jove. En un bloc trobat a Abusir, el seu pare i mare i un fill jove apareixen gravats i se suposa que el fill fos Neferefre, encara que el nom està gravat un xic diferent (Neferre i en un altre lloc Raneferef). A la piràmide, es va trobar un cos d'un home jove d'uns 20 anys o poc més, que se suposa fou Neferefre. Durant la seva minoria, la seva mare Khentkaus II actuaria com a regenta i potser Shepsekare fou un príncep de la família que es va casar amb ella i va accedir al poder, però que va morir un temps després, qui sap si assassinat.
Estudis actuals semblen indicar que va estar casat amb Khentakawess III i fou pare del futur faraó Menkauhor.
En el seu regnat, les tombes dels nobles són cada vegada més fastuoses i tenen més habitacions interiors.
Va construir un temple solar anomenat Hetep-Re, que no s'ha trobat.
El seu complex funerari es va fer a Abusir. Va construir una piràmide, però no la va poder acabar (cosa menys probable si, com diu Manethó, hagués regnat vint anys). La piràmide s'assembla a una mastaba i, inicialment, se la va batejar com "el monticle"; la base era quadrada (a les mastabes, és rectangular) i l'orientació no era nord-sud com a les mastabes. Excavada a la dècada dels setanta, es va fixar que era la piràmide de Neferefre i que la seva mòmia hi estava enterrada. Ja un gravat al temple funerari de Neferirkare, acabat probablement per Niuserra, esmentava que la tomba de Neferefre era a Abusir. L'alineació de la cantonada del sud-est era perfecta amb les de Sahure i Neferirkare, i se suposa que aquesta alineació imitava les de Guiza, que s'alineaven les tres amb Heliòpolis. El factor principal de la identificació fou el nom de la piràmide, que era "El poder diví de Neferefre" i també "La piràmide divina per als esperits de Ba". Per a la construcció, es va fer l'excavació i després la base, i es va construir sobre aquesta. A no gaire alçada, es va suspendre la construcció i va restar inacabada. Va servir com a pedrera periòdicament fins al segle xix, aprofitant que no estava tancada per la part de dalt. L'entrada era pel costat nord, arran de terra. Com era habitual, un corredor de granit rosa portava a la cambra funerària orientada est-oest, revestida de pedra calcària blanca, que fou espoliada. S'han trobat restes del sarcòfag (de granit rosa), alguns objectes d'alabastre i parts d'una mòmia que se suposa que fou la del faraó, que havia estat uns tres-cents anys dins al sarcòfag abans de quedar a fora. A l'est, tenia un petit temple funerari alineat nord-sud, fet amb pedra calcària. Tenia una sala d'ofrenes que potser va tenir un altar; aquest temple fou ampliat per Niuserre. Als magatzems de la part nord del temple (paret est de la piràmide), es van trobar nombrosos papirs (uns 2.000), que foren útils per a conèixer el funcionament del temple i de la necròpoli d'Abusir i sobre la deïficació i culte a Neferefre fins al regnat de Djedkare i de Pepi II; a la part sud, es va afegir una sala hipòstila amb vint columnes en forma de lotus i s'hi van trobar algunes estàtues de Neferefre i figures de fusta de presoners de guerra i de vaixells, i algunes figures de diorita. Tot el conjunt era tancat per parets. A la part sud-est, es va trobar l'anomenat "santuari del ganivet", destinat al sacrifici d'animals, que més tard fou destinat a magatzem i finalment fou tancat. L'entrada monumental al costat est i el pati de columnes amb els habitatges dels sacerdots fou també obra de Niuserre. El culte del faraó va durar fins a la dinastia VI. No hi va haver temple del vall ni calçada.
Les proves arqueològiques informen que el seu regnat fou de tres o quatre anys i el va succeir Niuserre.